# 1807 en Lorraine
Chronologie de la Lorraine
- 1803
- 1804
- 1805
- 1806
- 1807
- 1808
- 1809
- 1810
- 1811

Cette page est une liste d'événements qui se sont produits durant l'année 1807 en Lorraine.

## Événements
- 20 août : le docteur Haldat fait l'éloge de Pierre-Rémi Willemet qui intègre l'Académie de Nancy[1].

## Naissances

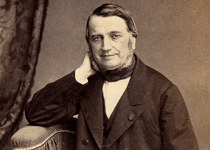
Dominique Alexandre Godron

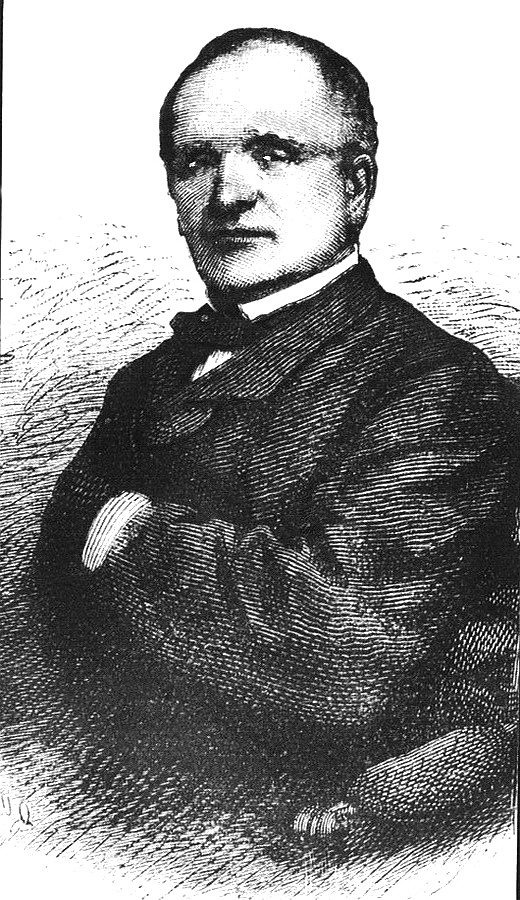
Antoine Claude.

- 3 mars à Montmédy : Le baron Paul Victor Jamin, militaire et homme politique français mort le 8 février 1868 à Paris.
- 8 mars à Remiremont : Victor Bernard Résal, homme politique français,  mort le 8 janvier 1897 à Dompaire (Vosges)[2].
- 25 mars à Hayange : Dominique-Alexandre Godron est un médecin, botaniste, géologue et spéléologue français,  mort le 16 août 1880 à Nancy (Meurthe-et-Moselle).
- 12 avril à Fresnes-en-Woëvre : Henry Gabriel Didier, décédé le 23 décembre 1891 à Paris, magistrat et homme politique français.
- 22 mai à Brémoncourt près de Bayon : Charles Joseph Félicien Pariset, mort vers le 15 juin 1886 à Nancy en Meurthe-et-Moselle, successivement notaire, employé supérieur de ministère et receveur des finances français. Il est mieux connu aujourd'hui, parfois sous le nom familier de Félicien Pariset, en tant qu'auteur d'études et rédacteur de monographies en histoire sociale et régionale.
- 9 juillet à Gorze : Jean-Philippe Suisse[3] (parfois appelé Charles Suisse, sans doute par confusion avec son fils),  mort le 25 octobre 1882 à Dijon[3], architecte français.
- 17 octobre : Antoine François Claude dit Monsieur Claude, date et lieu de décès inconnus (Vincennes ? ; après 1880).

## Décès
- 20 février à Toul : Jean-Baptiste Nôtre, né le 4 septembre 1732 à Toul (paroisse Saint-Jean), organiste et compositeur français.
- 3 mars à Nancy (Meurthe) : Claude Xavier Garnier-Anthoine, homme politique français né le 4 août 1745 à Bar-le-Duc (Meuse).
- 9 mai à Ligny-en-Barrois (Meuse) : Joseph Paignat, né le 6 novembre 1723 à Ribeaucourt (Meuse), général français de la Révolution et de l’Empire.
- 24 juillet à Nancy : François Nicolas (né à Épinal le 16 septembre 1741), ecclésiastique qui fut évêque constitutionnel du diocèse de la Meurthe de 1799 à 1801.
- 28 juillet à Metz : Philippe Evrard de Longeville, né le 5 mars 1731, à Metz (Moselle),  général de la Révolution française.
- 10 août au Ban-Saint-Martin : Léopold Claude de Bexon, né le 14 juin 1736 à Sarralbe, en Moselle, prêtre français.
- 22 septembre à Nancy : Jean-Théodore Colle, né le 17 mai 1734 à Lorquin (actuel département de Moselle), général français de la Révolution et de l’Empire.